# Hedeoma reverchonii
Hedeoma reverchonii là một loài thực vật có hoa trong họ Hoa môi. Loài này được (A.Gray) A.Gray mô tả khoa học đầu tiên năm 1886.